# فاطمه بنت حسین
فاطمه دختر حسین، معروف به فاطمه صُغری، یکی از دختران حسین بن علی بود.

## سرگذشت
پدر فاطمه، حسین بن علی سومین امام شیعه بوده‌است و مادرش ام اسحاق دختر طلحه بن عبیدالله نبوده‌است بلکه مادرش لیلا دختر ابی مره بوده‌است، زیرا فاطمه صغری متولد سال ۴۱ ه‍. ق و قبل از کشته شدن حسن‌بن‌علی (در سال ۵۰ ه‍.ق) و ازدواج ام‌اسحاق با حسین‌بن‌علی بوده‌است (حسین‌بن‌علی قبل از کشته شدن در سال ۶۱ ه‍.ق فاطمه صغری را به عقد حسن مثنی پسر حسن‌بن‌علی که از صحنه نبرد کربلا فرار کرد درآورده بود). البته گویا حسین‌بن‌علی از ام‌اسحاق دارای دختر دیگری به نام فاطمه بوده‌است که با فاطمه صغری فرق دارد. او در واقعه کربلا حضور داشت و پدرش قبل از مرگ وصیت و ودایع امامت را به او سپرد. او در بین دختران حسین‌بن‌علی، بیشترین شباهت را به جدّهٔ خود فاطمه داشت و به همین دلیل حسین او را به عقد حسن بن حسن درآورد.
فاطمه و حسن در کربلا حضور داشتند اما حسن کشته نشد و اسماء بن خارجه فزاری جانش را نجات داد اما فاطمه همراه با اسیران به کوفه و شام رفت و خطبه‌هایی در کوفه خواند. او پس از بازگشت از شام به مدینه رفت. او بعد از مرگ حسن یک سال بر مزار او خیمه‌ای برپا کرد و به عزاداری و عبادت پرداخت. او بعداً با عبدالله بن عمرو بن عثمان بن عفان ازدواج کرد. فاطمه از مجموع ازدواج‌های خود دارای هفت فرزند شد که حسن مثلث یکی از آنان بود. او سرانجام در سال ۱۱۷ هجری از دنیا رفت و در قبرستان باب‌الصغیر دفن گردید.

### دختران حسین بن علی
- فاطمه صغری (فاطمه بنت حسین)
- رقیه (رقیه بنت حسین)
- سکینه (سکینه بنت حسین)